# Cor del Tabernacle Mormó
És el conjunt coral que representa i és patrocinat per L'Església de Jesucrist dels Sants dels Últims Dies, és considerat un dels grups corals més famosos dels Estats Units i del món. L'actual director musical del cor és Mack Wilberg.
Està compost per uns 360 membres d'aquesta congregació religiosa, i va ser format el 1847. Gairebé totes les seves actuacions les realitzen en el Tabernacle Mormó a Salt Lake City, Utah, i són recolzades per un famós i impressionant òrgan d'11.623 tubs.

## Història
L'església mormònica ha considerat música a la part vital des del principi. Els primers caps de l'església de Kirtland, Ohio i de Nauvoo, Illinois tenien dret a tenir cors. No era cap sorpresa llavors que formaren un cor i l'allistessin per la primera conferència portada a terme en la vall de Salt Lake en commemoració de l'arribada dels primers pioners.
Nombraren al cor del tabernacle (abreviat ocasionalment com MoTab) després de Tabernacle de Salt Lake, on s'ha portat durant més de cent anys. El tabernacle en si mateix fou acabat el 1867 i el cor porta a fi el seu primer concert allà el 4 de juliol de 1873. El tabernacle és propietari d'un orgue impressionant que conté 11.623 tubs, fent-lo un dels orgues més grans i més elaborats del món. L'orgue ha estat associat al tabernacle mormó com la seva signatura; malgrat que el cor també canta amb l'acompanyament d'orquestra.
El cor començà molt petit i (des del punt de vista actual) quelcom indisciplinat. Però el 1869, designarem en George Carelees com el primer director del cor del tabernacle i començaren a prosperar. Sota la direcció de Carelees, es va anant formant el gran cor afegint grups corals més petits al cor principal de Salt Lake. Aquest gran cor, amb uns 300 cantaires, cantà en la conferència general de l'octubre de 1873. Fou en aquest punt que el cor agafà la visió d'emparellar un tabernacle espaiós que anomenà la seva llar.
Posteriors directors portaren nous assajos vocals més sòlits i treballaren per aixecar el standard del cor. El cor també començà a millorar com a conjunt i augmentà el seu repertori del voltant de cents cançons a quasi un miler. El juliol de 1929, el cor realitzà la seva primera emissió de ràdio, com a Música i Paraula. Durant els anys 50 el cor del Tabernacle Mormó realitzà nombrosos concerts anuals i havia llençat al mercat la seva primera gravació long-play. També durant aquests anys feu el primer viatge a Europa i guanyà un Grammy per llur enregistrament dels; Himnes de la batalla de la República. Més endavant posteriors directors han continuat refinant i polint el so del cor.

## Fites[calcitació]
Des del seu establiment fa més de 150 anys, el cor mormó del tabernacle s'ha assentat extensivament, no solament als Estats Units sinó per tot el món. Durant aquest temps, el cor ha rebut moltes lloances i reconeixements. Els següents són alguns de llurs galons així com fets interessants.
- Una mitjana de 75 concerts per any
- El Cor assaja un mínim de 5 hores per setmana
- Hi ha una mitjana de 27 matrimonis que canten en el cor
- El cor ha visitat 28 països fora dels Estats Units
- El cor ha fet concerts en 13 Feries i Exposicions del món
- El cor també ha cantat en el Kirtland Temple
- El cor ha cantat dues vegades en l'Auditori RLDS de la Independència, Missouri
- El cor ha realitzat més de 130 compilacions musicals i diverses pel·lícules i cintes de vídeo
- El cor del tabernacle ha rebut moltes concessions notables, i ha rebut dues vegades la Freedow Foundation Award.
- Ha guanyat dues vegades el disc de platí per llurs enregistraments (1991 i 1992)
- Cinc vegades el cor ha assolit (La gravació d'Or) (dues l'any 1963, una l'any 1980 i dues el 1985. El més popular fou el llançament realitzat el 1959 de L'himne de la batalla de la república; dirigit per Eugene Ormandy i l'Orquestra Filharmònica de Filadèlfia.
- El cor va rebre el Premi Grammy per la gravació de l'Himne de la Batalla de la República el 1959
- El cor va guanyar el Premi Emmy el 1987 per (Christmas Sampler) amb música de Shirley Verret
- El cor va cantar en la presa de possessió del president dels Estats Units, William Howard Taft. També ha cantat en les possessions de Lyndon B. Johnson (1965), Richard M. Nixon (1969), Ronald Reagan (1981, George Bush (1989) i George Bush Jr (2001).
- El cor realitzà 20 concerts el 2002 en els Jocs Olímpics d'Hivern de Salt Lake City, incloent la cerimònia d'inauguració
- El bicentenari de la ciutat de Washington D.C. el 4 de juliol de 1976
- En el bicentenari de la Constitució dels Estats Units celebrada en l'Independence Hall a Filadèlfia, (Pennsilvània) (1987).
- També ha participat en diversos esdeveniments significatius, incloent-hi:
- Les honres fúnebres d'alguns presidents dels Estats Units com:
- El del president Franklin Delano Roosevelt, 12 d'abril de 1945
- El del president John Fitzgerald Kennedy, 24 de novembre de 1963